# One (cântec de U2)
„One” este al treilea disc single, lansat în 1992, extras de pe albumul U2 Achtung Baby din 1991. La înregistrarea albumului Achtung Baby, au apărut unele animozități între membrii formației în ce privește direcția sonorității melodiilor. Tensiunile au dus U2 în pragul destrămării, când cei patru membri s-au strâns împreună să scrie melodia „One”. Cântecul a ajuns pe locul 7 în clasamentul britanic, al zecelea în clasamentul pop american, și primul în clasamentele Billboard Album Rock Tracks și Modern Rock Tracks.
Cântecul este considerat a fi unul dintre cele mai bune melodii ale formației și apare pe mai multe liste ale celor mai bune melodii din toate timpurile. Rolling Stone l-a trecut pe locul 36 în lista celor mai mari 500 de cântece din toate timpurile, iar revista Q l-a pus pe primul loc într-o listă similară, a celor mai bune 1001 de cântece. VH1 a pus „One” pe locul 2 în lista celor mai mari cântece ale anilor 1990.